# BILA
BILA Group A/S og BILA A/S er en dansk automations- og robotteknologivirksomhed med hovedkvarter i Nykøbing Mors. Bila A/S, blev etableret af Per Bisgaard Sørensen i 1988, baseret på tanken om at hjælpe lokale fødevareproducenter med at forbedre produktiviteten. Det førte bl.a. til udviklingen af pallemagasinet Palomat i 1992. I de samme år træder Pers bror Jan Bisgaard Sørensen ind i virksomheden. I 2017 begynder virksomheden at udvide igennem opkøb af virksomhederne Dan Palletiser, Reo-Pack, PJM, CF Matic og Kilde Automation. Virksomheden har i dag over 700 ansatte og ejes fortsat af de to brødre Per og Jan. I 2023 var omsætningen på ca. 1,3 mia. kroner. Der fokuseres i dag fortsat på automation af: Produktionslinjer, lager og logistik. I denne proces har robotter og robotteknologi en væsentlig rolle.
I september 2024 købte Bila en del af selskabet Sealing System i Grindsted, der laver pakke- og palleteringsanlæg til fødevareindustrien, og havde annonceret sin konkurs få dage inden. Dermed blev 120 stilling reddet.